# Bléquin
Bléquin là một xã của tỉnh Pas-de-Calais, thuộc vùng Hauts-de-France, miền bắc nước Pháp.

## Dân số
| 1962                                                                   | 1968 | 1975 | 1982 | 1990 | 1999 |
| ---------------------------------------------------------------------- | ---- | ---- | ---- | ---- | ---- |
| 429                                                                    | 471  | 395  | 363  | 368  | 339  |
| Điều tra dân số, với mỗi dân không bị tính 2 lần, bắt đầu từ năm 1962. |      |      |      |      |      |